# A Fatal Obsession
A Fatal Obsession es una película de suspense psicológico, producida por Switzer Entertainment Group y Out of Shot Films. La película fue estrenada por Lifetime Movie Network el 20 de diciembre de 2015. La dirección y la producción ejecutiva estuvo a cargo de James Camali y fue producida por Richard Switzer.
El director de fotografía fue Ronnee Swenton y el guion fue escrito por George P. Saunders. La película está protagonizada por Tracy Nelson y Eric Roberts. Fue emitida en la televisión en Bélgica, Luxemburgo y los Países Bajos, publicada por la cadena NBC Universal el 12 de marzo de 2015.
En el sitio de Internet Rotten Tomatoes, el filme cuenta con un 46% de índice aprobatorio de parte de la audiencia, con un rating promedio de 2.9 sobre 5.

## Argumento
Una madre y su hija creen que han encontrado un refugio seguro lejos de su violento esposo y padre Michael. Michael, enfurecido por su huida, hará cualquier cosa para encontrarlas. Después de someterse a una drástica cirugía plástica, asume una nueva e irreconocible identidad y la caza de su familia comienza.

## Reparto
| Actor           | Personaje      |
| --------------- | -------------- |
| Tracy Nelson    | Christie Ryan  |
| Eric Roberts    | Michael Ryan   |
| David Winning   | Harrison Reese |
| Mike DiGiacinto | Detective Joe  |
| Remington Moses | Miri Ryan      |
| Colin Chase     | Kyle Lang      |

## Producción
La película fue rodada en Mystic, Connecticut durante alrededor de 12 días en las 2 primeras semanas de 2014. Fue la primera película de Richard Switzer como productor, a la edad de 18, y del director James Camali a la edad de 22 años, haciendo su debut como director.